# Rada (nàutica)
|  | No s'ha de confondre amb Grada (nàutica). |

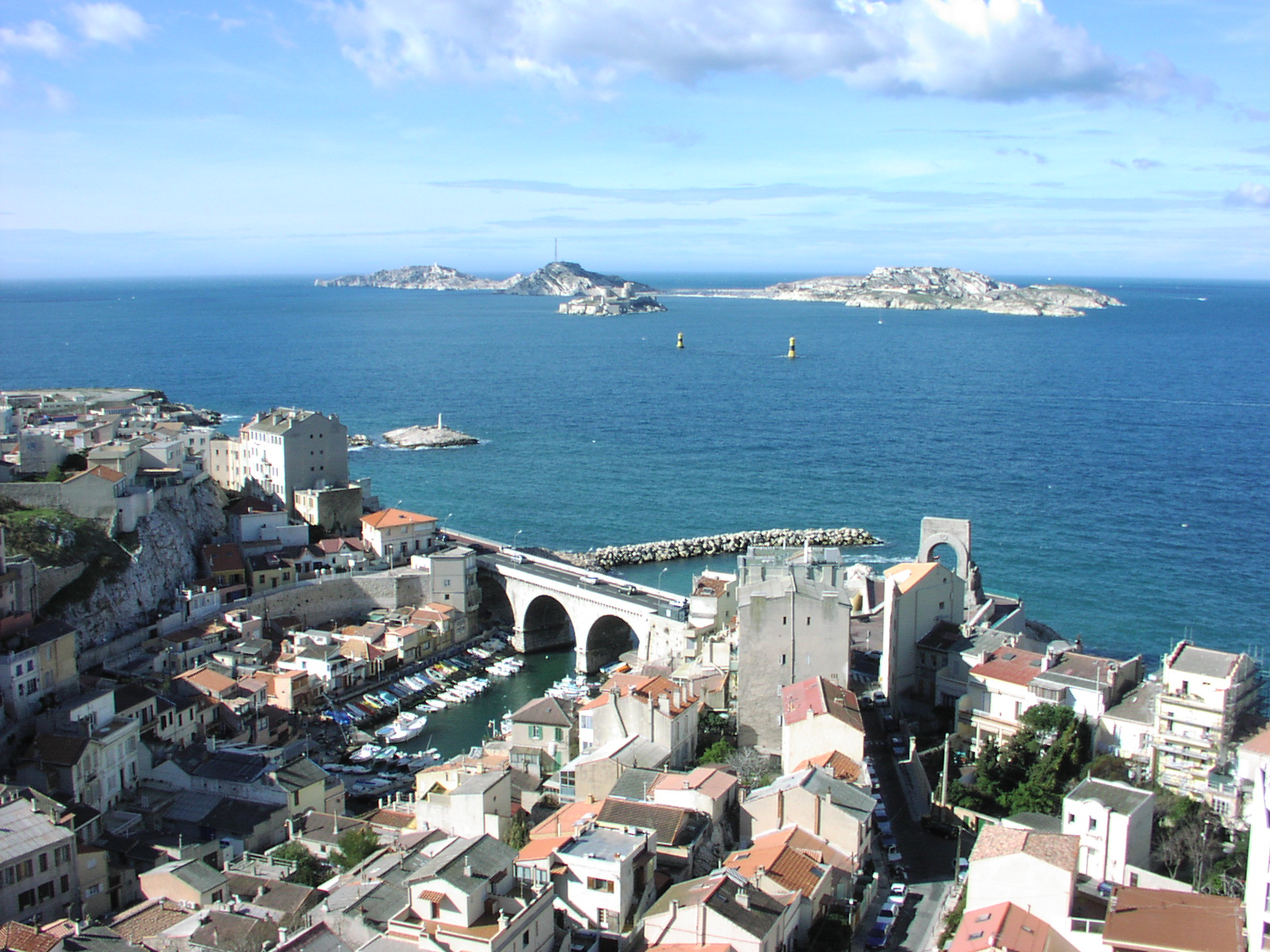
Rada de Marsella

Una rada és una badia amb l'entrada estreta que permet fondejar-hi una flota. Es tracta d'una àrea tancada amb una obertura al mar, més estreta que una badia o un golf. Si l'obertura al mar és molt estreta, el pas rep el nom d'estret. Per la seva extensió no pot confondre's amb un estuari. Se les pot considerar ports naturals, atès que, com a tals se les ha utilitzat històricament al poder arrecerar-hi els vaixells de forma fàcil.

## Descripció
Protegida dels corrents de ressaca i de les marees, pot usar-se com un lloc fora de port on els vaixells poden fondejar amb una seguretat raonable, sense arrossegar o perdre l'àncora, mentre esperen el seu torn per entrar al port de destinació. Es pot crear artificialment mitjançant espigons o dics. Les rades naturals ofereixen abric segur contra les tempestes i s'usen freqüentment com a bases navals. Un rada no està tancada, la seva zona d'ancoratge està oberta als vents del mar.

## Galeria

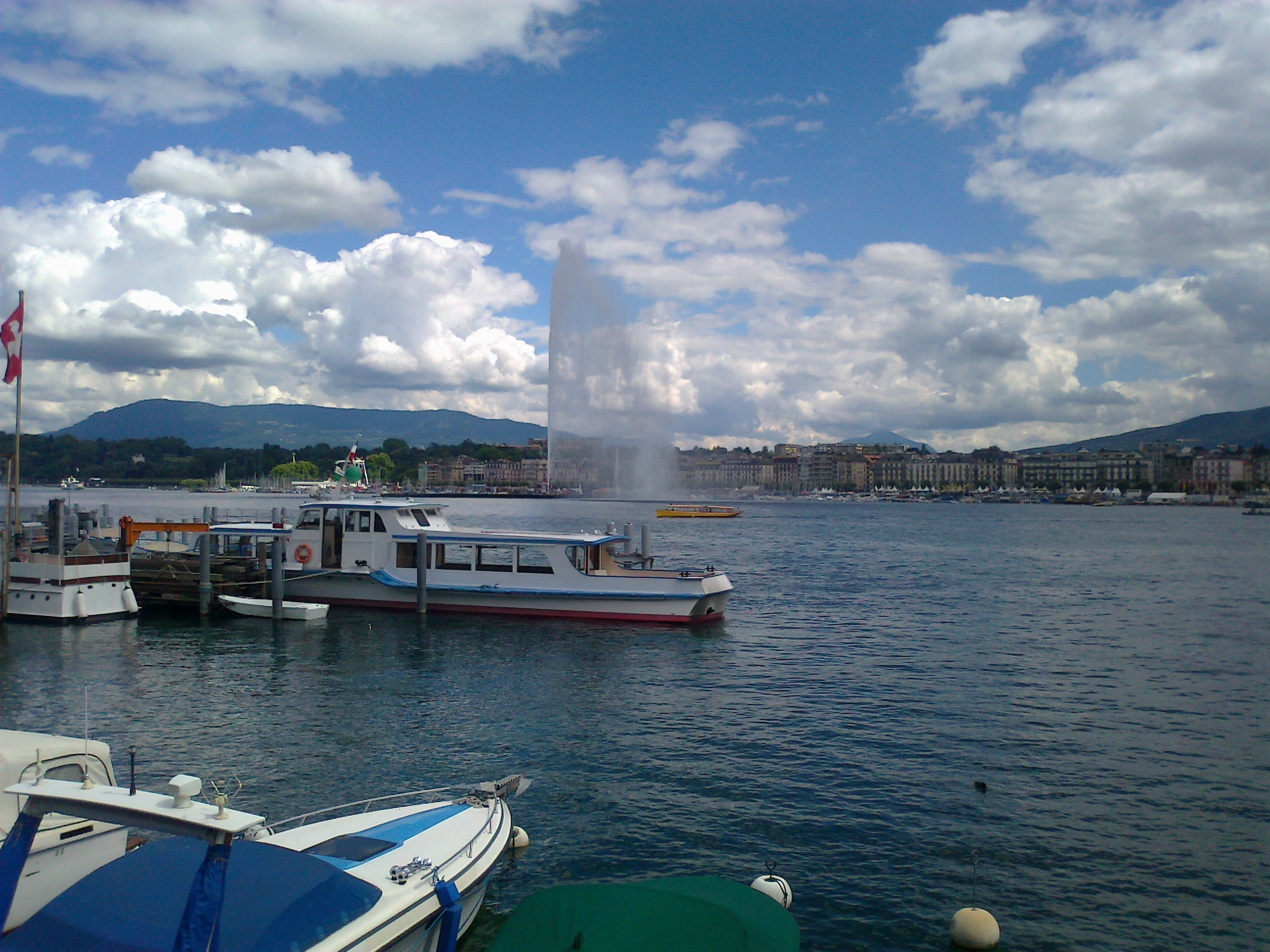
Rada i port de Ginebra
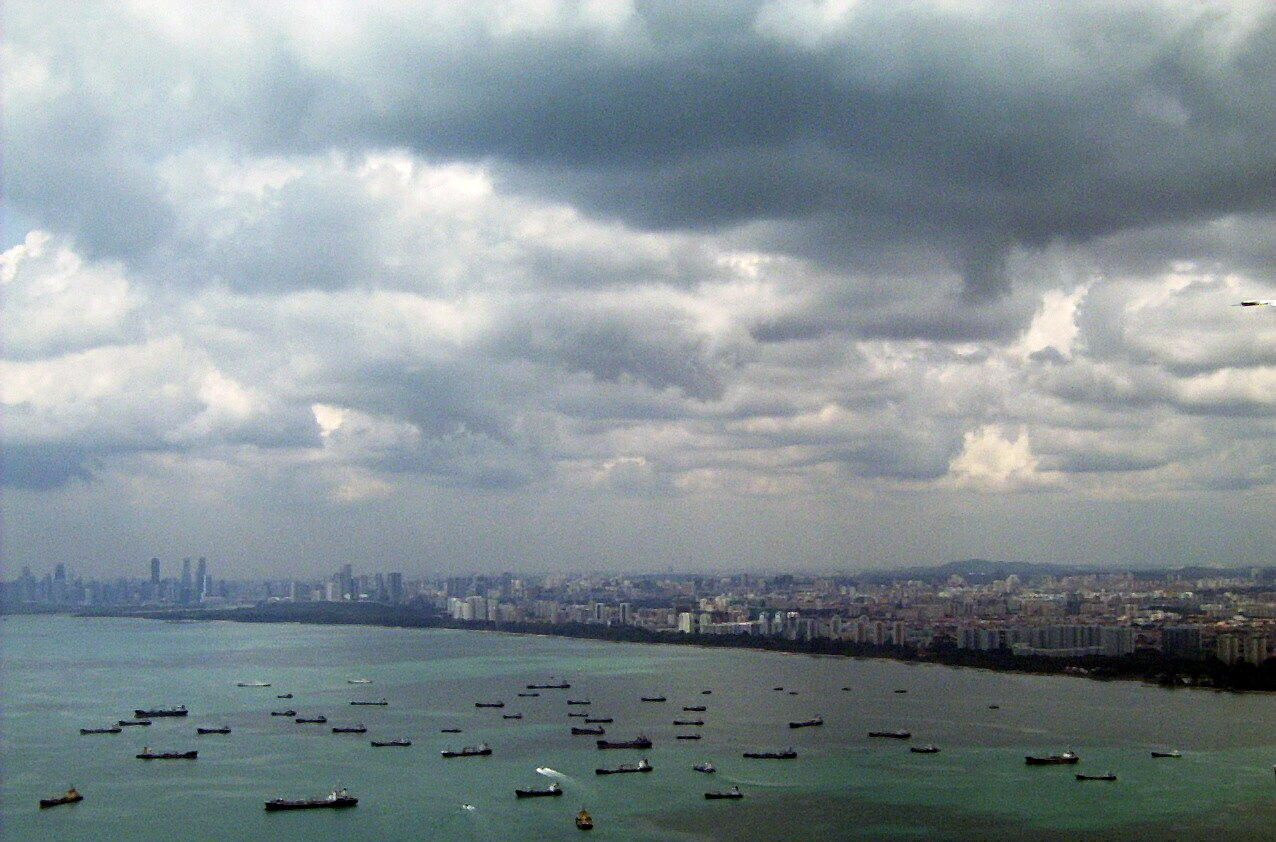
Rada de Singapur
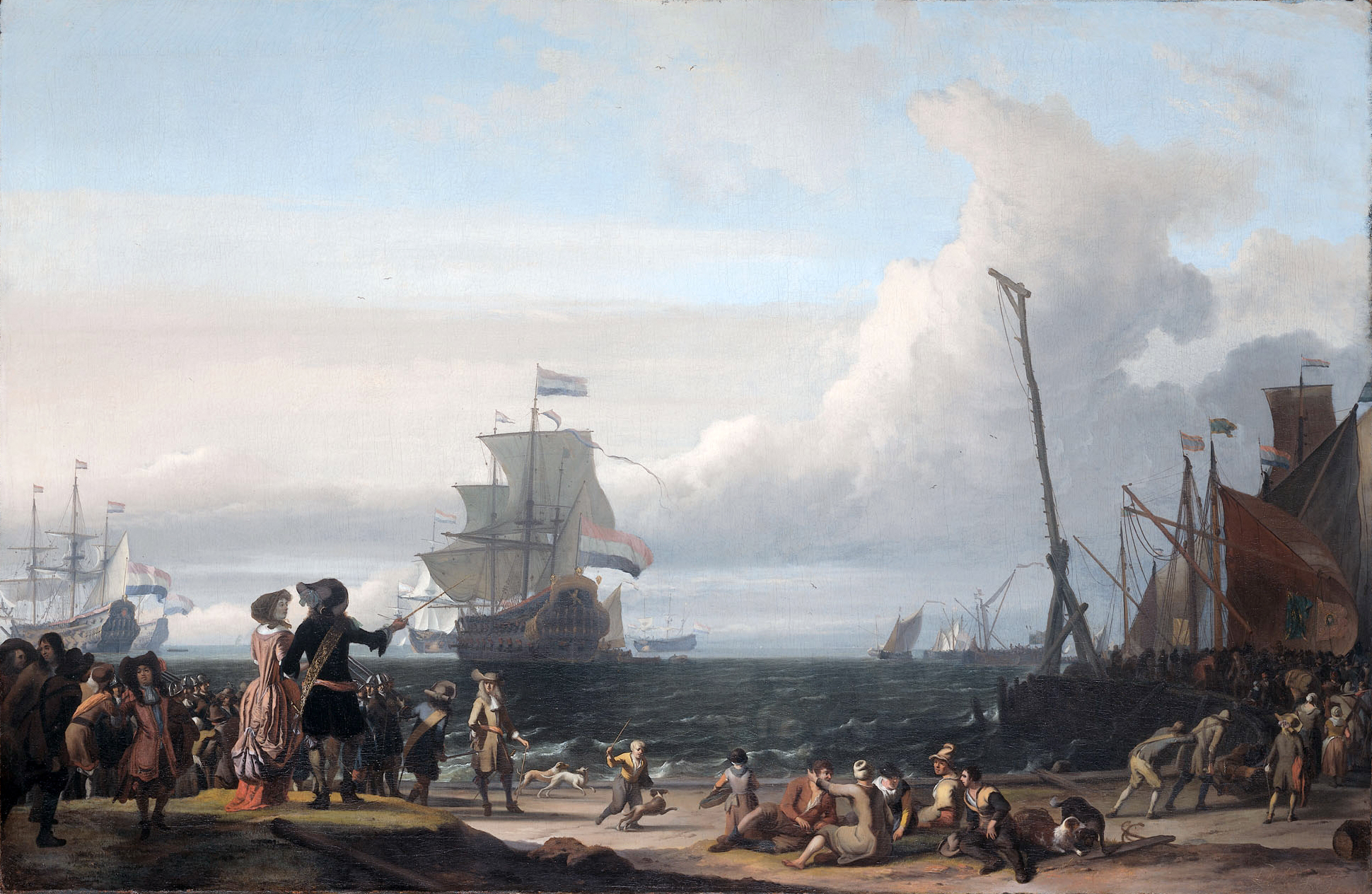
Quadre de la rada de Texel, 1671
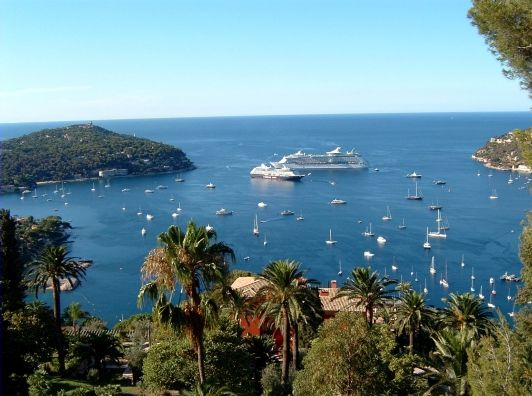
Rada de Vilafranca de Mar
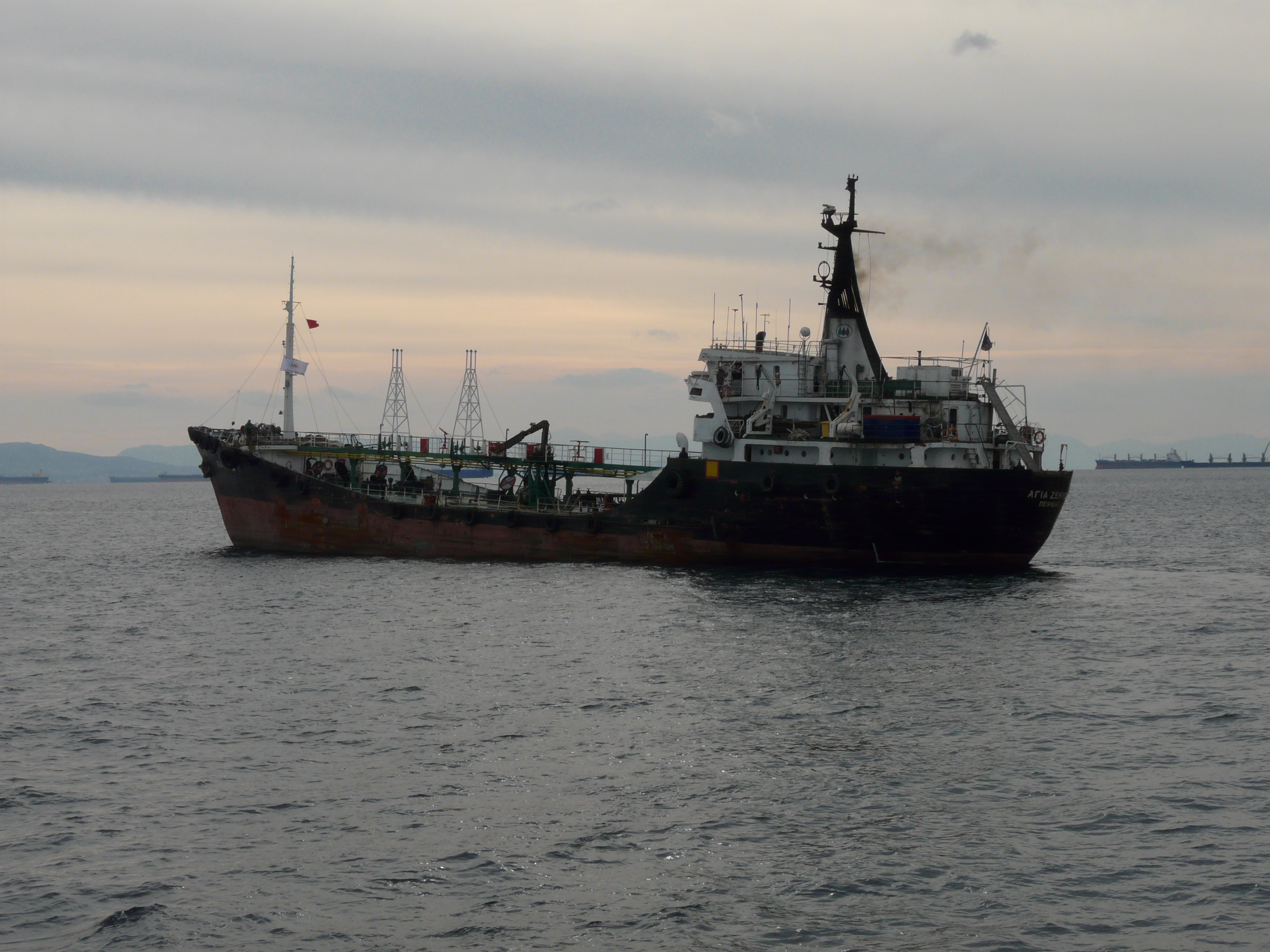
Vaixell grec AGIA ZONI III en la rada del Pireu
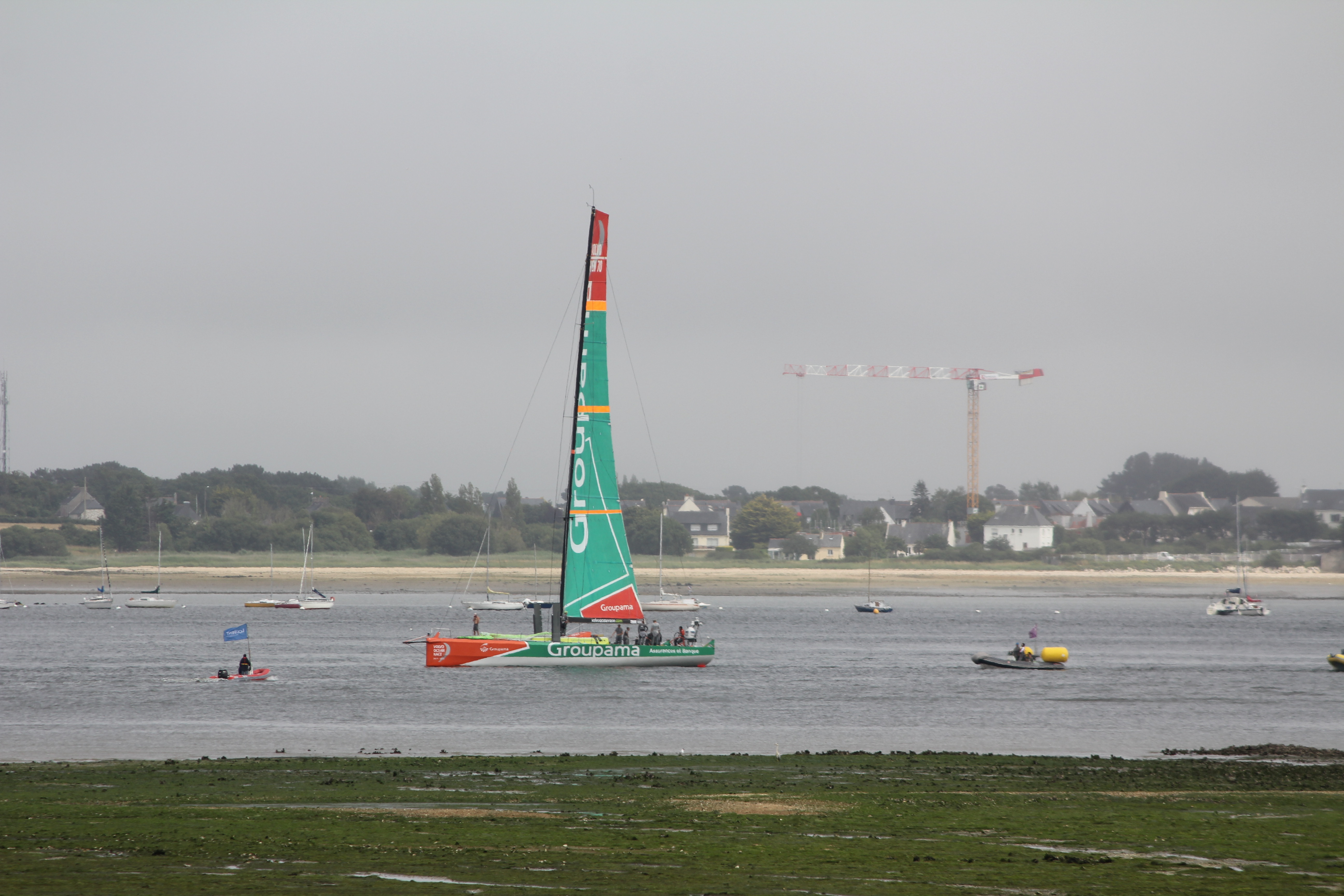
Volvo Ocean Race 2012 en la rada de Lorient
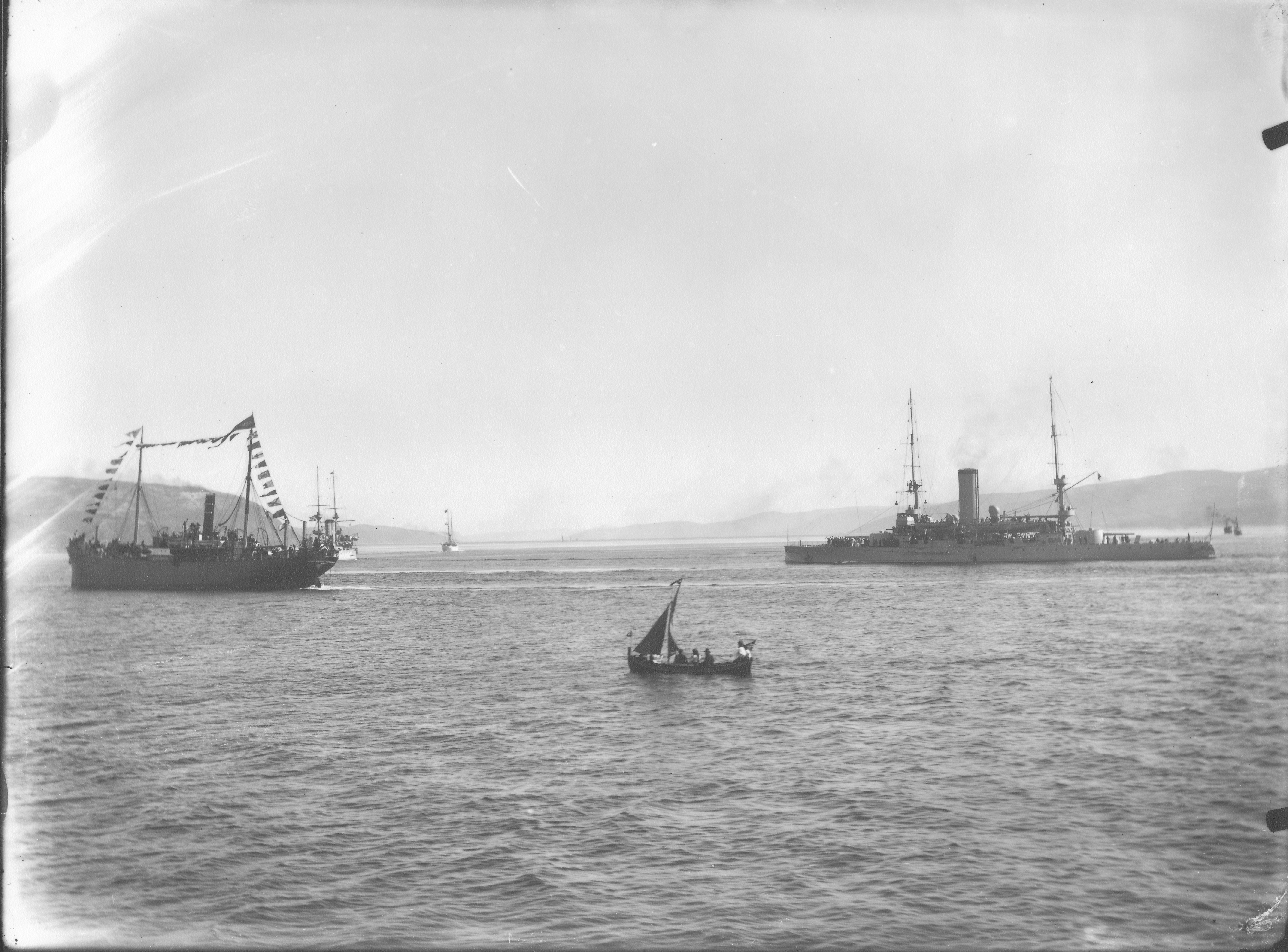
Rada de Trondheim, 1906
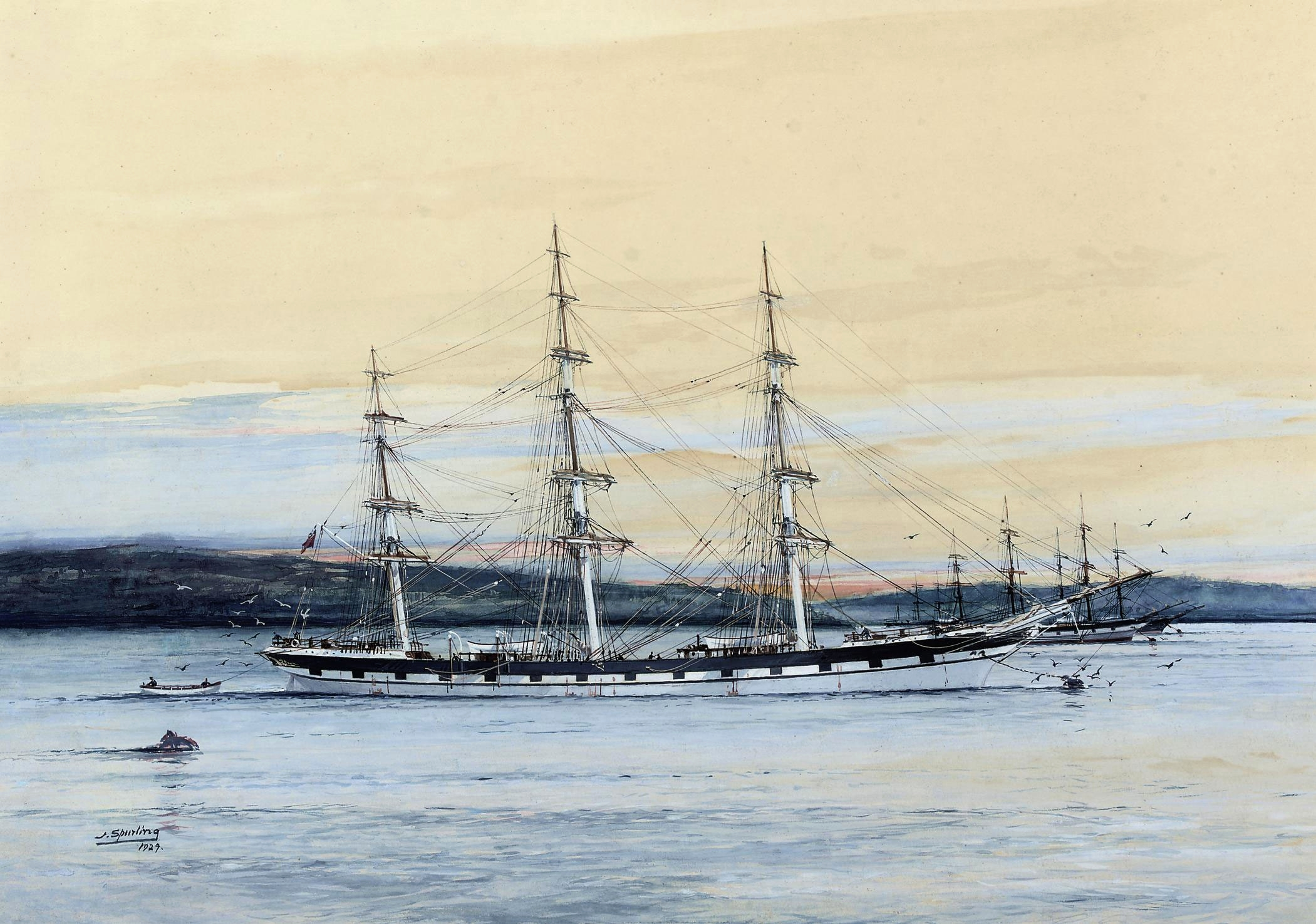
Golden Fleece ancorat en una rada (pintura de Jack Spurling, 1929)

## Exemples
Hi ha molts ports que tenen el seu origen en rades, per denominar-les se'ls afegia el nom local. (Fremantle, Rio de Janeiro, Sant Diego, San Francisco, Sydney).
- Bizerta
- Boulogne-sur-Mer (artificial)
- Brest
- Carrick Roads
- Castle Roads
- Cherbourg (artificial)
- The Downs
- Ginebra (en el Llac Lemán, d'aigua dolça)
- Laninon (rada artificial propera a Brest)
- Hampton Roads, Virgínia
- Lahaina Roads, Hawaii
- Rada de Lorient
- Nagasaki
- Spithead
- Toló
- Vilafranca de Mar
- Scapa Flow